# 大村恵子
大村 恵子（おおむら けいこ、1976年8月30日 - ）は、日本のフリーアナウンサー。アットプロダクション所属。

## 来歴
山口県下関市出身。1998年の開局時から10年間、コミュニティエフエム下関のラジオパーソナリティを務めていた。また、2001年に第34回（2002年度）ミス日本中国・四国大会に出場し、グランプリを受賞。同年度のミス日本候補者の1人となった。
その後、2008年に宮崎放送 (MRT) の契約アナウンサーとなる。3年間在籍の後、2011年10月に同局との契約を終了・退社した。

## 出演
特記のないデータは、すべて2019年3月時点の所属事務所公式プロフィールからの参考。

### テレビ番組
- わくわく山口（山口朝日放送） - リポーター
- DO-YO-DA!!（山口朝日放送） - リポーター
- コムコム下関（J:COM 下関） - ナビゲーター
- まちかど情報局（J:COM 下関） - ナビゲーター
- おもしろカフェ下関（J:COM 下関） - ナビゲーター、リポーター
- 週刊アッパレくん!（宮崎放送） - 司会
- アッパレ!miyazaki（宮崎放送） - アシスタント
- わけもん!GT（宮崎放送） - 取材[4]
- 駐在刑事 Season3 最終話（2022年2月25日、テレビ東京）

### ラジオ番組
- Music Palet（コミュニティエフエム下関） - パーソナリティ[2]
- RADIO STYLE 5（コミュニティエフエム下関） - パーソナリティ[5]
- 30万人のドラマ あの人に逢いたい（コミュニティエフエム下関） - パーソナリティ[5]
- 情報マップ タウントゥタウン（エフエム山口） - パーソナリティ、取材・編集兼務
- ニュース（宮崎放送）[4]
- 歌のない歌謡曲（宮崎放送） - パーソナリティ
- スイッチ♪音Time（宮崎放送） - パーソナリティ

### 映画
- チルソクの夏（製作：2003年/公開：2004年） - アナウンス係 役[6]